# Les Bronzés font du ski
Pour les articles homonymes, voir Les Bronzés (homonymie).
Série Les Bronzés (série de films)
Les Bronzés
(1978) Les Bronzés 3
(2006)
Pour plus de détails, voir Fiche technique et Distribution.
Les Bronzés font du ski est un film français écrit et interprété par la troupe du Splendid, réalisé par Patrice Leconte, sorti en 1979.
Il fait suite au film Les Bronzés, sorti l'année précédente. Un troisième film, Les Bronzés 3 sort en 2006.

## Synopsis
En 1979, les amis du premier volet se retrouvent dans la station de sports d'hiver de Val-d'Isère où Jérôme, Gigi et Popeye travaillent. Le film commence par une leçon de ski donnée par Popeye qui tourne mal, puisque madame Schmidt, sa cliente, se casse la jambe. Popeye demande de l'aide à son ami Jérôme.
Jérôme et Gigi sont désormais mariés :  pendant que Jérôme exerce dans son cabinet médical, Gigi tient une crêperie. Gigi est très jalouse des fréquentations féminines de Jérôme, lesquelles sont uniquement professionnelles. Nathalie et Bernard, réconciliés et « nouveaux riches », sont propriétaires d'un appartement en temps partagé. Jean-Claude, encore à la recherche de l'âme sœur, tente désespérément de draguer tout ce qui bouge. Christiane débarque avec un homme marié et nettement plus âgé qu'elle, Marius.
Popeye est désormais beaucoup moins sûr de lui : humilié par sa femme qui le trompe avec son "cousin", il prétend qu'il est le gérant d'une boutique de sports d'hiver alors que celle-ci est tenue par sa femme et l'amant de celle-ci. 
Pendant le séjour, tous se mettent au ski, certains entraînés par Popeye. Le soir, alors que Jean-Claude se retrouve bloqué dans le télésiège fermé, Nathalie rencontre des problèmes de chaussures, trop serrées par Popeye. Le lendemain, Jean-Claude décide de prendre des leçons de ski avec une belle monitrice ; elle est remplacée au dernier moment par Fernand Bonnevie, sexagénaire adepte du « planté de bâton » et amateur de vin chaud.
Sans logement, Popeye loge chez une de ses « clientes » jusqu'au retour de son mari qui lui rapporte ses affaires. Popeye se rend chez sa femme pour espérer y passer la nuit, tout en essayant de se réconcilier avec elle. Mais il est éconduit et contraint de dormir avec Jean-Claude. Le lendemain, Jérôme participe à une compétition de slalom, mais ne termine pas parmi les premiers. Incrédule et dépité, il s'emporte contre les organisateurs et insulte Gigi. Cette dernière décide de le quitter, et fait ses valises. Mais après qu'un tas de neige tombe du toit sur elle, elle se réconcilie avec Jérôme, qui s'excuse.
Popeye organise une sortie de ski en hors piste avec Bernard, Nathalie, Jérôme, Gigi, Jean-Claude et le présentateur météo Gilbert Seldman qui se joint à eux. Lors de la première nuit au refuge, la bande a du mal à dormir, dérangée par un trio italien pratiquant un plan à trois durant toute la nuit. Le lendemain, le groupe se perd et Nathalie se blesse à l'épaule. Fatigué, le groupe est contraint de se séparer : Bernard, Popeye et Jérôme redescendent à la station pour chercher de l'aide afin de récupérer les autres qui attendent dans un abri. Ceux-ci sont sauvés par des paysans de haute montagne, lesquels leur font déguster avec un entrain goguenard nourriture et boisson artisanales : d'abord de la foune – un fromage fort macéré dans du gras, des couennes et de l'alcool de bois.
Pendant ce temps à la station, Christiane se retrouve seule depuis le départ de Marius. Elle est consolée par ses trois amis qui viennent juste de revenir avant de repartir chercher les autres chez les paysans. Une fois arrivés, les locaux leur proposent de déguster une boisson locale, de la liqueur d'échalote relevée au jus d'ail. Avalant leur verre cul-sec, la bande supporte très mal cet alcool fort, à l'exception de Gilbert, qui l'apprécie.
Le jour du départ, Popeye demande l'adresse de Bernard et de Nathalie : il compte loger chez eux avant de rebondir, ce qu'ils semblent accepter. Puis Nathalie et Bernard prennent la route avec Jean-Claude et Christiane. Le couple se félicite alors d'avoir donné à Popeye une fausse adresse. Pendant ce temps, ce dernier retrouve madame Schmidt, tout juste sortie de l'hôpital.

## Fiche technique
- Titre original : Les Bronzés font du ski
- Réalisation : Patrice Leconte
  - Assistants : Hubert Watrinet (1er assistant) et Stéphane Clavier (2e assistant)
- Scénario : les membres de la troupe du Splendid
- Musique : Pierre Bachelet
- Décors : Jacques d'Ovidio
- Costumes : Cécile Magnan
- Photographie : Jean-François Robin
- Son : Guillaume Sciama, Jacques Maumont, Mariette Lévy-Novion
- Montage : Noëlle Boisson
- Production : Yves Rousset-Rouard
- Sociétés de production[1] : Trinacra Films
- Société de distribution : Compagnie commerciale française cinématographique (CCFC)
- Pays de production :  France
- Langue originale : français (partiellement en italien)
- Format[2] : couleur (Eastmancolor) - 35 mm - 1,66:1 (VistaVision) - son mono
- Genre : comédie, film de Noël[3]
- Durée : 90 minutes
- Dates de sortie[4] :
  - France : 21 novembre 1979 (sortie nationale) ; 25 janvier 2017 (réédition)
- Classification[5] :
  - France : tous publics[6]
- Affiche : René Ferracci (France)

## Distribution
- Josiane Balasko : Nathalie Morin
- Michel Blanc : Jean-Claude Dusse
- Marie-Anne Chazel : Gisèle « Gigi » André
- Christian Clavier : Jérôme Tarayre
- Gérard Jugnot : Bernard Morin
- Dominique Lavanant : Christiane
- Thierry Lhermitte : Robert « Popeye » Lespinasse
- Bruno Moynot : Gilbert Seldman
- Maurice Chevit : Marius Franceschini
- Roland Giraud : M. Camus
- Fernand Bonnevie : le moniteur de ski (lui-même)
- Hélène Aubert : Martine
- Guy Laporte : l'amant de Martine dit "le cousin"
- Véronique Barrault : l'infirmière de Jérôme
- Michel Such : le précédent locataire
- Isabelle de Botton : la femme du précédent locataire
- Maurice Aufair : un des deux montagnards
- Jean-Marc Henchoz : un des deux montagnards
- David Pontremoli : Sylvio, un Italien du refuge
- Attilio Maggiuli : Marcello, l'Italien à la mandoline dans le refuge
- Doris Thomas : Frau Schmidt
- Christian Divay[7] : le responsable du télésiège
- Fabrice Rebois : le client du télésiège
- Marlène Auffret : la réceptionniste
- Yvon Boullion : le cuisinier
- Klari Hosszufalussy : Fernanda, l'Italienne du refuge

## Production

### Préproduction
Le producteur Yves Rousset-Rouard avait déjà envisagé une suite durant le tournage du premier film. En revanche, Patrice Leconte et les acteurs du Splendid n'étaient pas très intéressés. Le producteur finit par les convaincre notamment en leur proposant à chacun un cachet de 650 000 francs ce qui constitue une importante augmentation par rapport à leurs salaires pour Les Bronzés qui étaient de 10 000 francs chacun.
Les acteurs ont exprimé leurs réticences à travers leurs personnages qui semblent avoir bien évolué depuis leurs rencontres au club de vacances en Côte d'Ivoire :
- Bernard et Nathalie, jadis un couple sympathique et fragile, sont devenus des bourgeois aisés aux tendances égoïstes.
- Popeye, le séducteur enchaînant les conquêtes, tente de se racheter auprès de sa femme Martine qui s'est mise en couple avec un amant.
- Gigi, à l'origine romantique, à la recherche de l'amour, manque de renoncer à son rêve après que Jérôme l'insulte.
- Jean-Claude est encore plus malchanceux qu'avant.

Contrairement au premier film, Michel Blanc n'a pas participé à l'écriture de ce second opus. Il n'était en effet pas très convaincu à l'idée de donner une suite à leur succès. Son attitude a été mal perçue par ses amis, ce qui a quelque peu terni l'ambiance sur le plateau.
Patrice Leconte engage en catastrophe l'acteur Roland Giraud, pour le rôle de Monsieur Camus, après le désistement du figurant initial. Giraud tourne sa petite scène en une heure et demie.

### Tournage
- Le film est tourné en Savoie à Val-d'Isère (où le tournage commence le 5 mars 1979)[9] et à la gare Saint-Lazare à Paris. Les responsables de la station de ski et l'équipe de tournage nouent des relations tendues ; le nom de la station n'apparaît nulle part dans le scénario[10],[11].
- Le premier montage du film lui donnait une durée de cent trente minutes. Plusieurs scènes sont donc coupées, notamment celle montrant Martin Lamotte dans le rôle du gérant d'une boîte de nuit, ou celle où les personnages, affamés et perdus dans la montagne, songeaient au cannibalisme (une idée de scénario rejetée au départ par Yves Rousset-Rouard).
- C'est la célèbre chanson Étoile des neiges qui devait être chantonnée par Michel Blanc bloqué sur le télésiège. Les droits d'utilisation étant trop élevés, Pierre Bachelet et Raymond Gimenès imaginèrent une ritournelle pouvant l'évoquer, sans plagiat : Quand te reverrai-je… Elle utilise les mêmes rimes ège/eu et la mélodie de l'originale est inversée[12],[Note 1].
- Josiane Balasko avait demandé à être doublée pour sa fameuse chute. C'est finalement bien l'actrice qui tombe dans le film.

### Faux raccords
Détails :
- Lorsque Jean-Claude arrive à la gare Saint-Lazare avec sa paire de skis et qu'il demande à un contrôleur quel est le bon train, en arrière-plan des hommes âgés observent Michel Blanc. Le bras d'un technicien les pousse à circuler. L'un d'eux bouge ; un petit homme à casquette reste sur place.
- Au moment où les Morin arrivent à leur appartement et emboutissent la voiture mal stationnée, le technicien faisant tomber le pare-chocs de la voiture est visible.
- Lorsque Jean-Claude embarque avec le télésiège, il porte des gants noirs avec des bandes bleu foncé. Au changement de plan, il porte des gants noirs avec des bandes blanches.
- Lorsque Popeye et Jérôme sont dans la file d'attente et que Jérôme reçoit un appel par son biper, il accourt à son cabinet, où il est accueilli par sa secrétaire. Celle-ci est la figurante qui apparaissait derrière lui dans la file d'attente.
- Lorsque Jérôme proteste de n'avoir fait que 67 secondes 22 au parcours de slalom et qu'il jette ses skis dans la neige, Gérard Jugnot et Thierry Lhermitte se retiennent de rire derrière lui, faisant même quelques improvisations, comme Jugnot se grattant le nez ou Lhermitte spontanément jetant un gant par terre. Par ailleurs, Jérôme possède des skis de type Racing Cut (marque : Fischer). Plus tard, quand il rentre chez lui retrouver Gigi, il a soudainement des skis Cut 70, les mêmes que ceux de Bernard.
- Jean-Claude, le visage plein de boutons rouges, se colle la tartine avec de la foune sur le front. Le plan suivant où chacun boit la liqueur, son front est tout propre alors qu'il devrait avoir de la foune restée collée.
- Lorsque la bande goûte un verre de liqueur d'échalote, Gilbert boit cul-sec. Pourtant, au fil des plans, il continue de boire puis, au moment où il dit « C'est goûtu. Ça a du retour. », son verre est pratiquement plein.
- Lorsque les Morin sont sur le départ, un homme arrive par le côté du magasin puis subitement se cache derrière le mur (un technicien l'ayant vraisemblablement interpellé).
- Durant le générique, figure un gros plan de Josiane Balasko faisant un sourire avec des lunettes de soleil. L'équipe de tournage se reflète dans ses verres.

## Box-office
- France : 1 535 781 entrées[14]

Lors de sa sortie en salles, Les Bronzés font du ski n'a pas rencontré un énorme succès, se contentant de réunir 1,5 million d'entrées, alors que le premier volet sorti un an auparavant, avait totalisé 2,3 millions d'entrées. Le film trouvera son public au fil des diffusions à la télévision, faisant d'excellentes audiences, notamment avec la rediffusion de décembre 2008 (10,4 millions de téléspectateurs).

## Autour du film

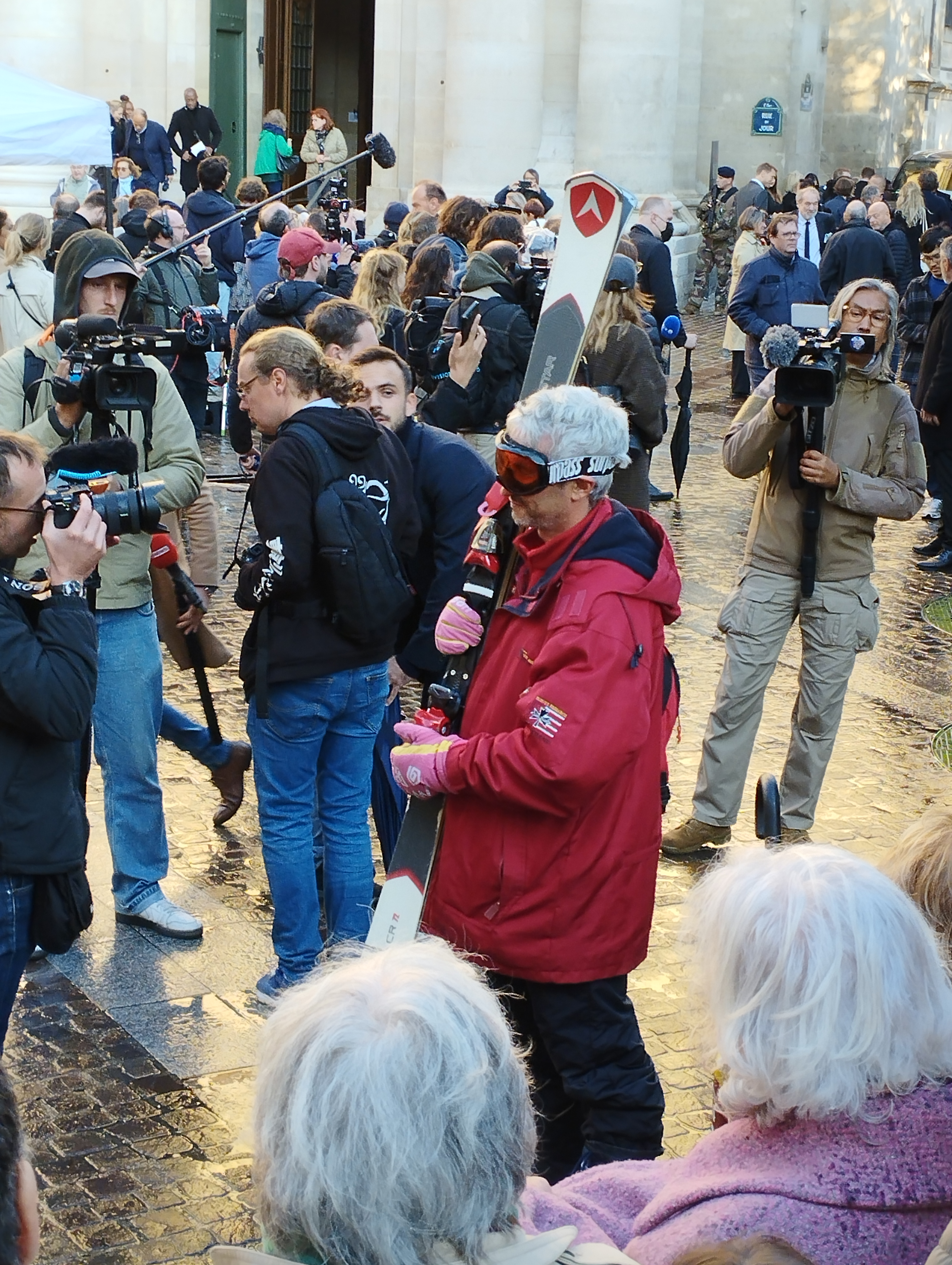
Cosplay de Jean-Claude Dusse en hommage à Michel Blanc en marge des obsèques de ce dernier.

- Fernand Bonnevie, qui joue le moniteur de ski avec lequel Jean-Claude Dusse apprend le « planté de bâton », était réellement moniteur à l'école du ski français[11]. Patrice Leconte l'a choisi pour le rôle car, comme il le disait lui-même, il voulait un vrai moniteur savoyard « avec l'accent et le visage buriné par la réverbération du soleil sur la neige ».
- La recette du crapaud dans la liqueur d'échalote était précédemment décrite dans la version théâtre du Père Noël est une ordure.
- Plusieurs acteurs du premier film sont présents dans le second volet, dans des rôles différents :
  - Guy Laporte qui était le chef du village dans le premier film devient l'amant (dit le « cousin ») de la femme de Popeye dans celui-ci ;
  - Bruno Moynot, qui jouait jadis le désagréable homme au slip noir dans l'opus précédent, interprète ici Gilbert, un animateur météo ;
  - Doris Thomas alias Madame Schmitt était l'une des maîtresses de Popeye dans le volet 1 (« Bonsoir, nous allons nous coucher. ») ;
  - Hélène Aubert (épouse de Thierry Lhermitte), qui joue la femme de Popeye, était l'un des « râteaux » de Jean-Claude Dusse dans le premier épisode (la séquence des photos qui tombent du sac) ;
  - Michel Such, le locataire de la chambre 205 mis à la porte par Bernard et Nathalie dans le second volet, est « Le Gros Benny », l'homme que l'on retrouve à plusieurs reprises dans le premier essayant de faire du ski nautique.
- Josiane Balasko et Bruno Moynot étaient en couple durant le tournage (de 1974 à 1981 exactement)[17]
- Le propriétaire de l'appartement situé à Val d'Isère, dans lequel est tournée la scène du cochon, ne devait pas être informé que s'y trouvait un animal. C'est donc endormi, dissimulé dans une malle à costumes portée par quatre assistants, que le cochon de plus de 100 kg a été apporté sur les lieux[18]. Par ailleurs, la piqûre de somnifère faite au cochon par un vétérinaire n'avait un effet que pendant 52 minutes exactement. Celui-ci avait également prévenu que l'animal sortirait agressif de sa léthargie. Les spasmes du cochon durant le tournage de la scène « bouffez-le ! », signes du début de la phase de réveil, ont fait vaciller Christian Clavier entre terreur et fous rires[18].
- Après la scène du « planté de bâton », Fernand Bonnevie est allé boire un vin chaud, hilare, dans un bar de la station, avec son bâton de ski toujours planté dans le dos (une grosse plaque de liège étant dissimulée sous sa combinaison, dans laquelle le bâton était enfoncé)[18].
- La dégustation de la « liqueur de crapaud », scène mythique du film, a dû être recommencée vingt fois, le chef opérateur Jean-François Robin étant pris de fous rires compulsifs à chaque fois qu'il cadrait les grimaces de Gérard Jugnot et Michel Blanc[18]. Par ailleurs Gérard Jugnot a avoué que lui et les autres acteurs s'étaient réellement brûlés la bouche durant le tournage de cette scène du fait que c'était de la vraie liqueur, leurs réactions n'étaient donc pas jouées mais bien réelles[réf. nécessaire]. Pour cette scène, lors d'une interview, Marie-Anne Chazel évoque quant à elle de l'eau avec un goût de plastique[19]. Il est possible que les deux liquides aient été utilisés.

## Suite
Un troisième volet des Bronzés est envisagé après le succès des Bronzés font du ski, dans lequel les personnages se retrouvent lors d'un voyage à New York. L'équipe y renonce pour se consacrer à l'adaptation cinématographique de la pièce Le père Noël est une ordure.
Il faut finalement attendre les années 2000 pour qu'un troisième opus soit produit : Les Bronzés 3, qui marque les retrouvailles des principaux personnages en Sardaigne, sort en 2006.